# APEmille
APEmille era una famiglia di supercomputer SIMD sviluppati dall'Istituto Nazionale di Fisica Nucleare in collaborazione con il Deutsches Elektronen Synchrotron tra il 1995 e il 2000. I sistemi furono sviluppati per lo studio delle particelle elementari e in particolare per le teorie di gauge su reticolo. Il progetto partiva dall'esperienza del precedenti sistemi APE e APE100 e mirava a realizzare un supercomputer con potenza di calcolo dell'ordine del TeraFLOPS. Il progetto poi è continuato con lo sviluppo del sistema APEnext, commercializzato nel 2005 dall'azienda Eurotech, con una potenza di calcolo di 15 TeraFLOPS.